# 奧卡區

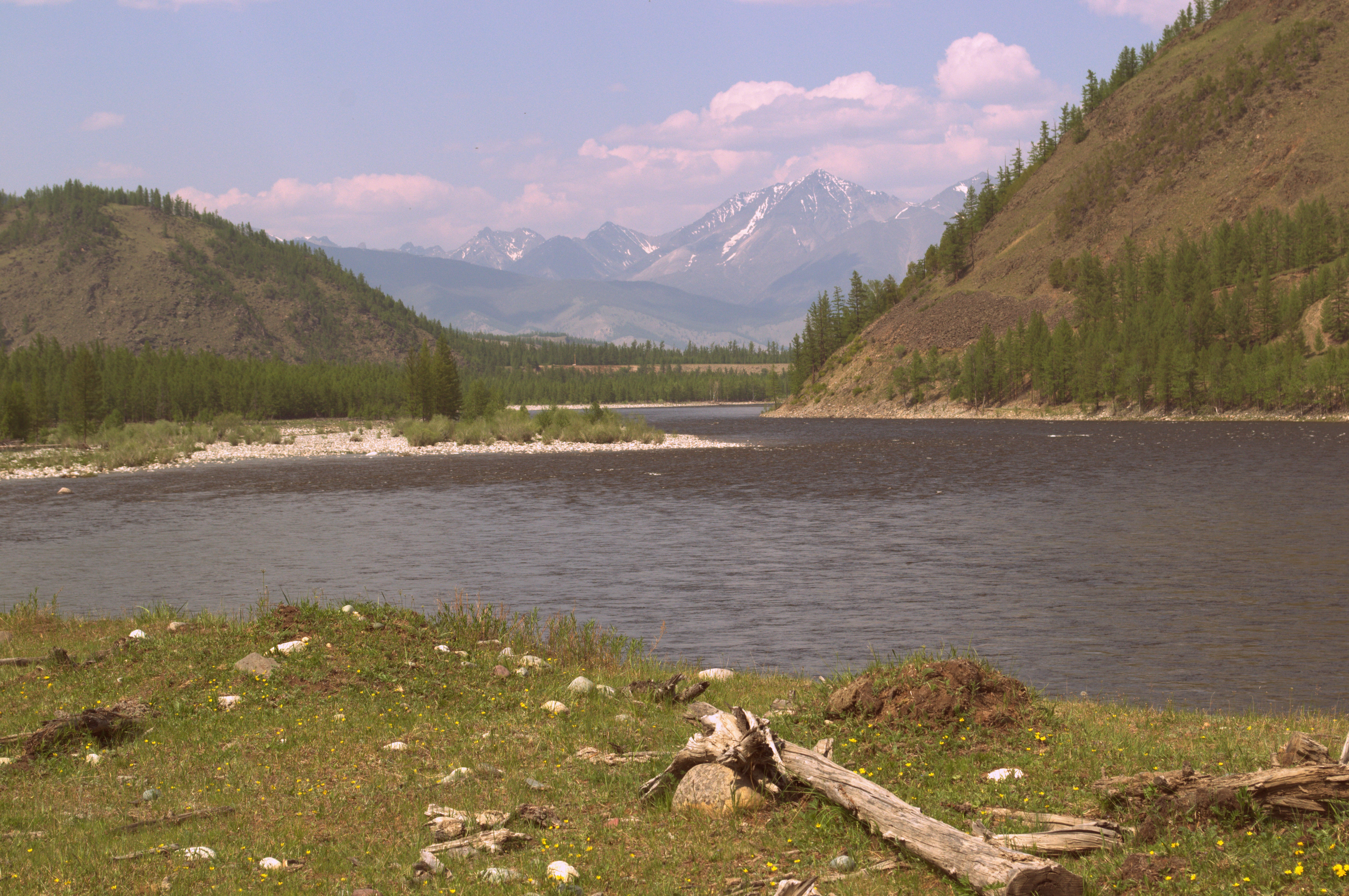

52°31′N 99°49′E / 52.517°N 99.817°E
奧卡區（俄语：Окинский район），是俄羅斯的一個區，位於該國南部，由布里亞特共和國負責管轄，始建於1940年5月26日，面積26,012平方公里，2010年人口5,353，人口密度每平方公里0.21人。